# Haplocyclodesmus falcarius
Haplocyclodesmus falcarius är en mångfotingart som först beskrevs av Loomis 1936.  Haplocyclodesmus falcarius ingår i släktet Haplocyclodesmus och familjen Sphaeriodesmidae. Inga underarter finns listade i Catalogue of Life.